# Kondikoppa, Shirhatti
Kondikoppa là một làng thuộc tehsil Shirhatti, huyện Gadag, bang Karnataka, Ấn Độ.